# Tiefu
Tiefu of Tiefu Xiongnu was een Chinese noordelijke nomadenstam die van 309 tot 391 (dus tijdens de Periode van de Zestien Koninkrijken) het Ordos-gebied beheerste. De stamleden behoorden tot de Zuidelijke Xiongnu en beschouwden (Liu) Qubei (劉卑, eind 3e eeuw), een lid van de heersende clan van de Xiongnu als hun stamvader. Zijn kleinzoon, Liu Hu (劉虎, †341) noemde zijn stam Tiefu om aan te geven dat zijn vader een Xiongnu was en zijn moeder afkomstig was van de Xianbei. Hij vestigde zich in het Ordos-gebied. De stam vormt de voorloper van de staat Xia (407-431), de laatste van de Zestien Koninkrijken.

## Ontstaan
De Xiongnu waren sinds 46 (n.Chr.) verdeeld in een noordelijke en een zuidelijke confederatie In 52 erkenden de zuidelijke Xiongnu de Chinese suzereiniteit en kregen toestemming om zich te vestigen in gebieden ten zuiden van de Grote Muur. De stammenconfederatie behield de traditionele clanorganisatie onder een erfelijk hoofd, de chanyu (單于) met een grote mate van zelfstandigheid. Na de consolidatie van de Wei-dynastie werden in 216 de kampementen op bevel van krijgsheer Cao Cao gereorganiseerd in vijf divisies (bu, 部). De heersende clan van de Zuidelijke Xiongnu was Luandi (攣鞮). Zij zouden afstammen van Maodun (r.209-174 v.Chr.), de eerste chanyu van de Xiongnu. Die had van Han-keizer Han Gaozu de keizerlijke familienaam Liú (劉) ontvangen toen hij huwde met een zus van de keizer. Sindsdien voerden leden van de heersende clan binnen de Xiongnu de familienaam Liu.
Vanaf ongeveer 180, tijdens de nadagen van de Han-dynastie, bestreden diverse krijgsheren elkaar. Qubei, een broer van chanyu Qiangqu (r.179-188) was de "Rechter Wijze Koning" (右賢王), Youxiang wang) van de Xiongnu. Samen met de "Linker Wijze Koning" (左賢王), Zuoxiang wang) stond hij in rang direct onder de chanyu. Qubei wist het vertrouwen te winnen van Cao Cao, een van de krijgsheren. Die benoemde hem tot toezichthouder voor de vijf divisies van de de Zuidelijke Xiongnu in de provincie Bing (并州), ten oosten van de Ordos-woestijn. In 271 leidde Liu Meng (劉猛), een zoon (of een broer?) van Qubei, een opstand tegen de Jin-dynastie (265-420), gevestigd door een nakomeling van Cao Cao. Hij viel vanuit het noorden de provincie Bing binnen, maar leed een nederlaag en werd daarna vermoord. Zijn zoon, Liu Fulun (劉副侖), vluchtte naar het gebied van de Tuoba noordelijk van de Chinese Muur. Daar vormden zijn nakomelingen de Dugu-stam (獨孤部), die zich aansloot bij de Tuoba-stam van de Xianbei. De achtergebleven volgelingen van Liu Meng kwamen in 272 onder leiding te staan van Liu Gaoshengyuan (劉誥升爰), †309), een jongere zoon van Qubei.

## Politieke geschiedenis

### Liu Hu (309-341)
Toen Liu Gaoshengyuan in 309 overleed werd hij opgevolgd door zijn zoon Liu Hu (劉虎), †341), ook gekend als Wulugu (烏路孤). Hij noemde zijn stam voortaan Tiefu (鐵弗) om aan te geven dat zijn vader een Xiongnu was en zijn moeder tot de Xianbei behoorde. Hij was een vazal van de Xianbei, maar kwam reeds in 310 tegen hen in opstand. Hij sloot zich aan bij een rebellie van de Bai-stam tegen de Xianbei. Hun plan om Xinxing (ten noorden van het huidige Xinzhou in Shanxi) aan te vallen mislukte toen Liu Kun (劉琨), 271-318), de Jin-gouverneur van de provincie Bing hen met hulp van de Tuoba versloeg. Liu Hu vluchtte naar het Ordos-gebied door de Gele Rivier over te steken en vestigde zich in de commanderij Shuofang (朔方郡) bij het huidige Baotou. Hij  onderwierp zich aan Liu Cong, de heerser van Vroegere Zhao. Die zag hem als een verwant en verleende hem titels als hertog van Loufan (樓煩公) en generaal van Anbei (安北將軍), dat wil zeggen de generaal die het noorden pacificeert). Liu Hu bleef tot zijn dood de Tuoba in het door hen gevestigde koninkrijk Dai bestrijden, maar leed daarbij zowel in 318 als in 341 een nederlaag. Na zijn overlijden werd hij in 341 opgevolgd door zijn zoon Liu Wuhuan (劉務桓, †356).

### Liu Wuhuan (341-356), Liu Yanloutou (356-358) en Liu Xiwuqi (358-359)

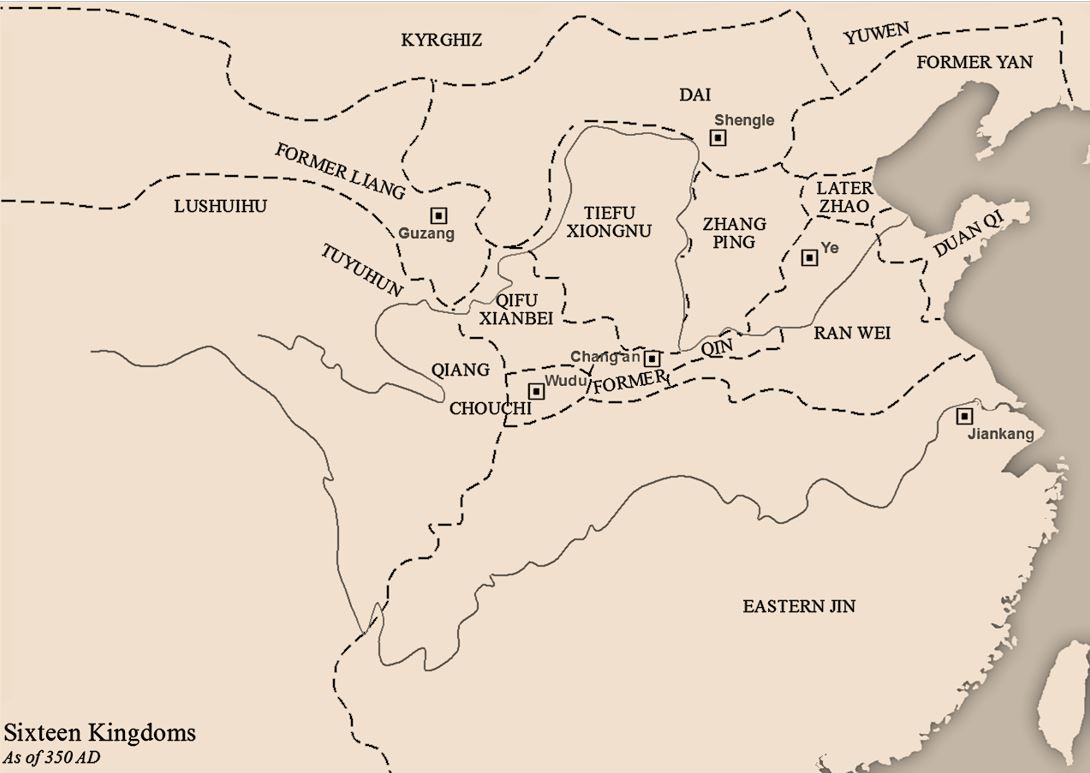
Positie van Tiefu rond 350

Liu Wuhuan sloot een bondgenootschap met Dai en huwde een dochter van de koning van Dai, Tuoba Shiyiqian (拓跋什翼犍, r.338-376). Hij bracht de leden van zijn stam die eerder door Dai waren verslagen weer bij elkaar en wist zo zijn machtspositie in het Ordosgebied te versterken. Tegelijkertijd sloot Liu Wuhuan ook een bondgenootschap met Shi Hu (r.334-349), heerser van Latere Zhao. Die benoemde hem tot generaal van Pingbei (平北將軍) en prins van Zuoxian (左賢王). Hij overleed in 356 en werd opgevolgd door zijn jongere broer Liu Yanloutou (閼陋頭, †?).
Liu Yanloutou, ook gekend als Liu Yantou (劉閼頭), smeedde in het geheim een complot tegen Dai, maar moest zijn plan opgeven toen daar vanuit zijn stam verzet tegen kwam. Zijn neef, Liu Xiwuqi (劉悉勿祈, †359), een zoon van Liu Wuhuan kwam in 358 tegen hem in opstand. Liu Yanloutou vluchtte en stak de bevroren Gele Rivier over, maar moest een deel van zijn gevolg achterlaten toen het ijs begon te breken. Liu Yanloutou vestigde zich in Dai en verdween uit de geschiedenis. Zijn achtergebleven gevolg onderwierp zich aan Liu Xiwuqi, het nieuwe stamhoofd van de Tiefu. Die overleed reeds het jaar daarop en werd opgevolgd door zijn broer Liu Weichen (劉衛辰, †391), maar niet nadat die eerst de zoon van Liu Xiwuqi had omgebracht.

### Liu Weichen (359-391)
Liu Weichen was een vazal van Fu Jian (苻堅, r.357–385), heerser van Vroegere Qin. Hoewel hij in 365 bij een gewapend conflict door troepen van Vroegere Qin gevangen was genomen, ontving hij van Fu Jian toch de titel "Hertog van Xiayang" (夏陽公) en mocht hij zijn stam blijven besturen. Liu Weichen was gehuwd met een dochter van Tuoba Shiyiqian, de koning van Dai, maar was desondanks voortdurend in conflict met Dai. Zo zijn er veldtochten vermeld voor 361, 365 en 367. Toen Liu Weichen in 374 de strijd dreigde te verliezen vroeg hij steun van Fu Jian. Die zag zijn kans schoon, in 376 vernietigde hij Dai en verdeelde het koninkrijk in twee delen. Liu Weicheng ontving het gebied ten westen van de Gele Rivier en werd benoemd tot Westelijke Chanyu (西單于). Het oostelijk deel kwam in handen van Liu Kuren (劉庫仁, †384), leider van de aan de Tiefu verwante Dugu-stam.
Na de Slag aan de Fei rivier van 383, waarbij Vroegere Qin werd verslagen en vervolgens uiteenviel, omvatte het gebied van Liu Weichen het huidige Binnen-Mongolië ten zuiden van de Gele Rivier en het noordelijke deel van Shaanxi. Hij werd nu nominaal een vazal van Latere Qin en Westelijke Yan, maar kon feitelijk onafhankelijk opereren. Zijn positie was vergelijkbaar met die van een Italiaanse condottiero. Vanwege zijn leger en de beschikbaarheid over vele paarden was hij een gezocht bondgenoot, onder andere door de Latere Yan. 
In 391 stuurde Liu Weichen troepen onder leiding van zijn zoon Liu Zhilidi (劉直力鞮) om de Noordelijke Wei (opvolger van Dai) aan te vallen. Hij werd verslagen door Tuoba Gui (r.386-409), die de Tiefu achtervolgde tot in hun hoofdstad Yueba (悅拔). Liu Weichen sloeg op de vlucht, maar werd tijdens de achtervolging door het Wei-leger door een ondergeschikte vermoord. Liu Zhilidi werd gevangen genomen op de Mugen-berg (木根山), waar meer dan 5.000 van zijn clan-leden door het Wei-leger werden omgebracht. Slechts de jongste zoon van Liu Weichen, de op dat moment tienjarige Liu Bobo (劉勃勃, 381-425) wist aan het bloedbad te ontkomen. Hij zal in 407 de staat Xia stichten, de laatste van de Zestien Koninkrijken.

## Overzicht van de stamhoofden van de Tiefu
| Persoonsnaam                                          | Regeer-periode | Postume naam (verleend door Helian Bobo, 赫連勃勃) | Tempelnaam   | Familierelatie            |
| ----------------------------------------------------- | -------------- | -------------------------------------------------- | ------------ | ------------------------- |
| Qubei (去卑)                                          |                |                                                    |              | stamvader                 |
| (1) Liu Gaoshengyuan (劉誥升爰) / Liu Xundou (劉訓兜) | 272-309        | (Xia) Yuan huangdi (夏元皇帝)                      | -            | zoon van Qubei            |
| (2) Liu Hu (劉虎) / Liu Wulugu (劉烏路孤)             | 309-341        | (Xia) Jing huangdi (夏景皇帝)                      | -            | zoon van Liu Gaoshengyuan |
| (3) Liu Wuhuan (劉務桓) / Liu Baozi (劉豹子)          | 341-356        | (Xia) Xuan huangdi (夏宣皇帝)                      | -            | zoon van Liu Hu           |
| (4) Liu Yanloutou (閼陋頭) / Liu Yantou (劉閼頭)      | 356-358        | -                                                  | -            | zoon van Liu Hu           |
| (5) Liu Xiwuqi (劉悉勿祈)                             | 358-359        | -                                                  | -            | zoon van Liu Wuhuan       |
| (6) Liu Weichen (劉衛辰)                              | 359-391        | (Xia) Huan huangdi (夏桓皇帝)                      | Taizu (太祖) | zoon van Liu Wuhuan       |

## Historiografische bronnen
De belangrijkste Chinese historiografische bronnen (biannianti) voor de Tiefu zijn:
- Boek van de Wei uit 554: juan 95.
- Boek van de Jin uit 648: juan 130.
- Zizhi tongjian (Doorlopende spiegel tot hulp bij het bestuur) uit 1066: juan 96 en 100.
- Lente- en herfstannalen van de Zestien Koninkrijken (oorspronkelijk uit 528):
  - De reconstructie uit 1585 in de herziene versie uit 1781: juan 66.

## Geraadpleegde literatuur
- Corradini, Piero, 'The Barbarian States in North China' in: Central Asiatic Journal, Vol. 50 (2006), pp.163-232. Hier met name: p.226.
- Franke, Otto, Geschichte des chinesischen Reiches. Eine Darstellung seiner Entstehung, seines Wesens und seiner Entwicklung bis zur neuesten Zeit, Berlijn (Walter de Gruyter) 2001, (oorspronkelijke uitgave 1936) ISBN 3-11-017034-5. Band 2 Der konfuzianische Staat I. Der Aufstieg zur Weltmacht. Hier met name: p.86 en 115.
- Holcombe, Charles, 'The Sixteen Kingdoms' in: Dien, Albert E. en N. Knapp (eds.), The Cambridge History of China, Vol. 2, The Six Dynasties, 220–589, Cambridge (Cambridge University Press) 2019, ISBN 9781107020771. Hier met name p.141.